# 즐거운 청춘
"즐거운 청춘"은 한국에서 제작된 심우섭 감독의 1968년 영화이다. 남궁훈 등이 주연으로 출연하였고 이수길 등이 제작에 참여하였다.

## 출연

### 주연
- 남궁훈
- 서영춘
- 김희갑
- 쟈니 리

## 기타
- 조명: 김경중
- 미술: 정우택